# Маннаны
Маннан — растительный полисахарид, линейный полимер сахара маннозы. Растительные маннаны образованы из остатков маннозы, связанной β(1-4)-связями. Это одна из форм запасного полисахарида. Источником маннанов служит слоновый орех.
Термином «маннан» также обозначают полисахарид клеточной стенки дрожжей. Этот маннан состоит из главной цепи с α(1-6)-связями и боковых ветвей, в которых манноза связана α(1-2)- и α(1-3)-связями. Серологически эти соединения схожи со структурами, обнаруженными в гликопротеинах млекопитающих.
Связывание маннанов, расположенных на клеточной поверхности патогенов, белками лектинами приводит к их лизису и активации лектинового пути. Дрожжевые маннаны служат основным источником для производства пищевых добавок на основе маннанолигосахаридов, используемых как пребиотики в животноводстве и производстве продуктов питания.